# Marsö, Västerviks kommun

Marsö eller Norra Marsö är en ö i Västrums socken, Västerviks kommun mellan Eknö och Nävelsö. Ön har en yta på 28 hektar.
Marsö har haft fast befolkning åtminstone sedan 1500-talet. Traditionellt har det funnits fem gårdar på ön. Befolkningen minskade snabbt under 1900-talet, dels efter en olycka 1926 då fyra fiskare från ön omkom i en drunkningsolycka och dels efter andra världskriget då fisket snabbt förlorade betydelse som näring. 2012 fanns en fastboende på ön. Flera av öns gamla gårdar fungerar dock fortfarande som fritidshus.